# Egbert Reitsma
Egbert Reitsma (Ulrum, 19 januari 1892 – Glimmen, 19 juni 1976) (in vakliteratuur vaak Egb. Reitsma genoemd) was een Nederlandse architect, die vooral bekendstaat om zijn bakstenen architectuur.

## Leven en werk
Reitsma groeide op in een gereformeerd gezin als zoon van de timmerman Lammert Reitsma (1864-1941), die later als architect-aannemer de gereformeerde kerk van Ulrum ontwierp en bouwde.
Egbert trad in de voetsporen van zijn vader en begon zijn loopbaan als timmerman-aannemer. Later volgde hij een opleiding aan de Academie Minerva in Groningen; hij had tekenles van Lucas Drewes. Na zijn opleiding vertrok hij naar Rotterdam voor een baan als architect op het bureau van architect Willem Kromhout. Hier kwam hij in aanraking met de nieuwe bouwstijlen, als art nouveau en de Amsterdamse School.
In 1920 keerde hij terug naar Groningen, waar hij zich aansloot bij de kunstenaarskring De Ploeg. In datzelfde jaar ontwierp hij een huis aan de Noorderstationsstraat in Groningen. Hij besloot om van de bovenverdieping zijn kantoor te maken. Omdat hij al snel bestuurslid van De Ploeg was geworden, werd zijn kantoor al gauw gebruikt voor het tekenen van modellen door kunstenaars van De Ploeg. Goede vriend en schilder George Martens werd daarbij vaste gast van zijn kantoor.
De ontwerpen van Reitsma waren aanvankelijk in de stijl van de Amsterdamse School. Werken uit die tijd zijn de Oosterkerk in Kollum (1924, met plafondschildering door George Martens), de gereformeerde kerk in Appingedam (1928), de gereformeerde kerk in Weesp (1928, afgebrand in 1968), de dubbele villa's aan de Nassaulaan in Groningen (1923) en de gereformeerde kerk van Andijk (1929). Met dit laatste ontwerp sloot Reitsma zijn expressionistische stijl af en koos hij meer voor de door Frank Lloyd Wright beínvloede stijl van Willem Dudok.
Zijn belangrijkste werk komt uit deze periode en is het gebouw van het Noorder Sanatorium, onderdeel van Dennenoord, in Zuidlaren (1935). Latere werken zijn onder andere nog het huidige ABN AMRO-gebouw op de Grote Markt in Groningen (1955) en de Stadsparkkerk, ook in Groningen. In Glimmen staat een standbeeld uit baksteen van Don Quichot van zijn hand voor zijn woonhuis "Heemstede", dat hij in 1956 herdoopt had in "Oeckelenhof" naar de orgelbouwers Van Oeckelen die daar gevestigd waren geweest.
Reitsma werd begraven op begraafplaats De Eshof in Haren.

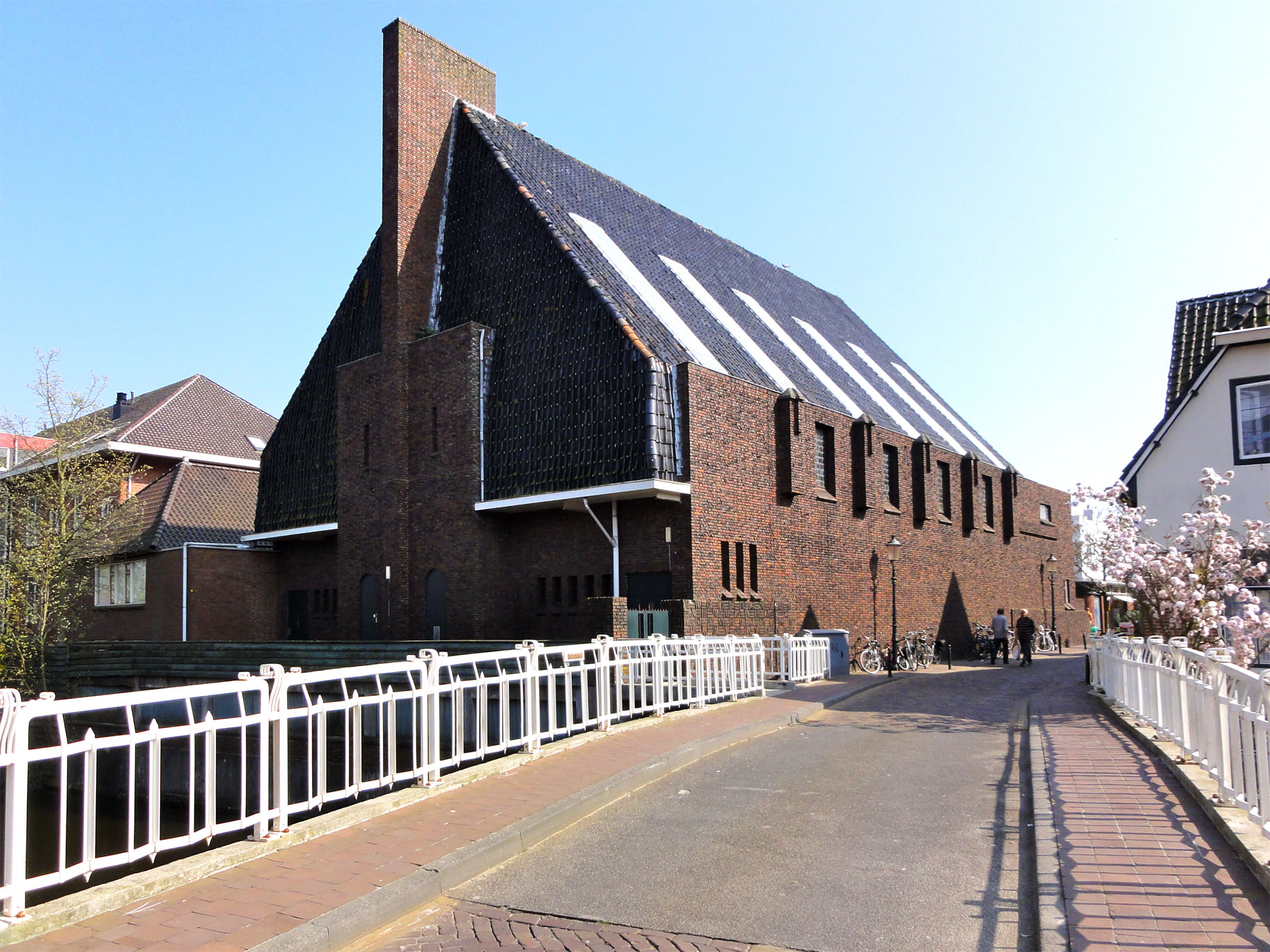
Gereformeerde kerk (Appingedam) uit 1928
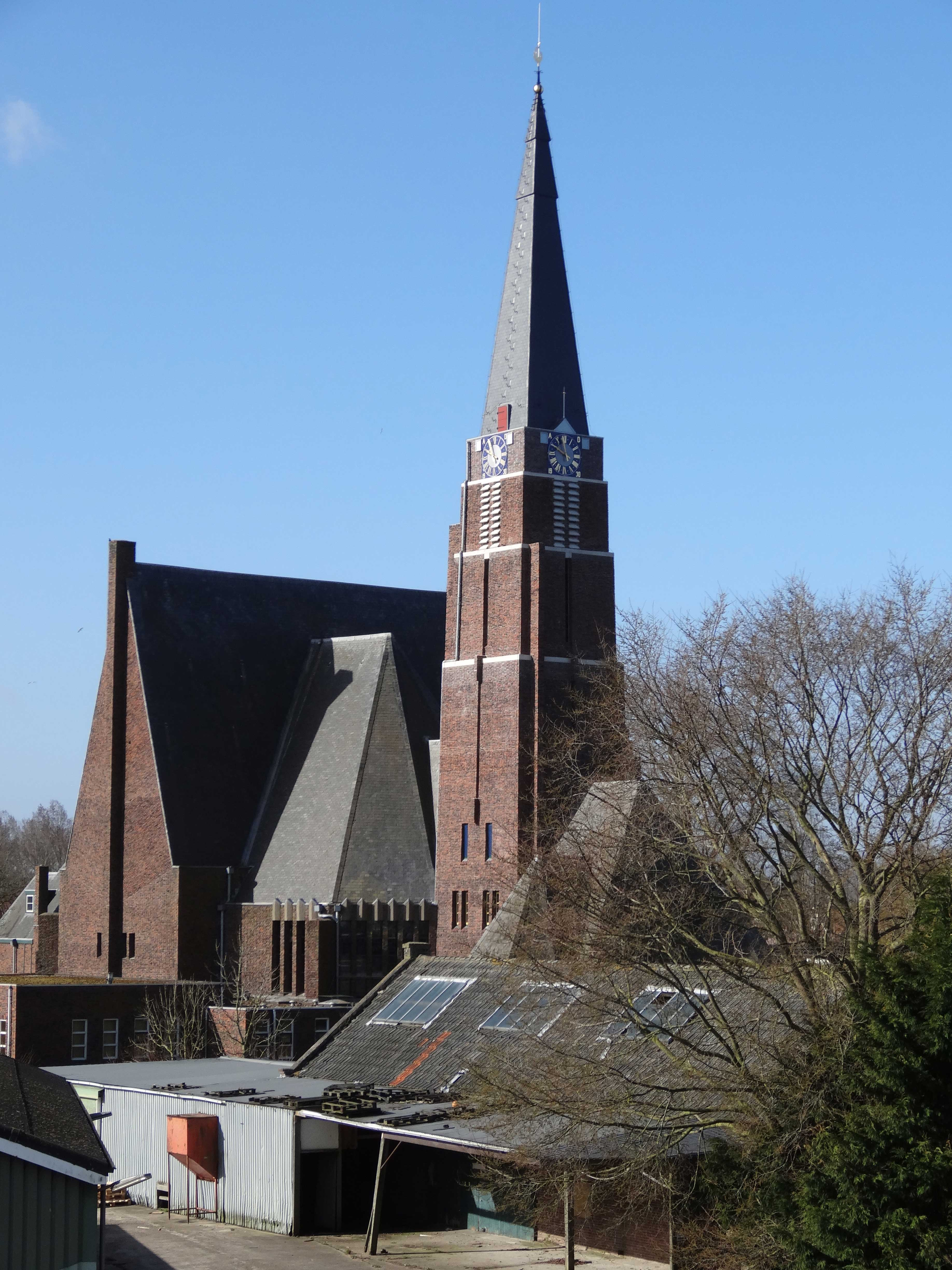
Gereformeerde kerk (Andijk) uit 1929
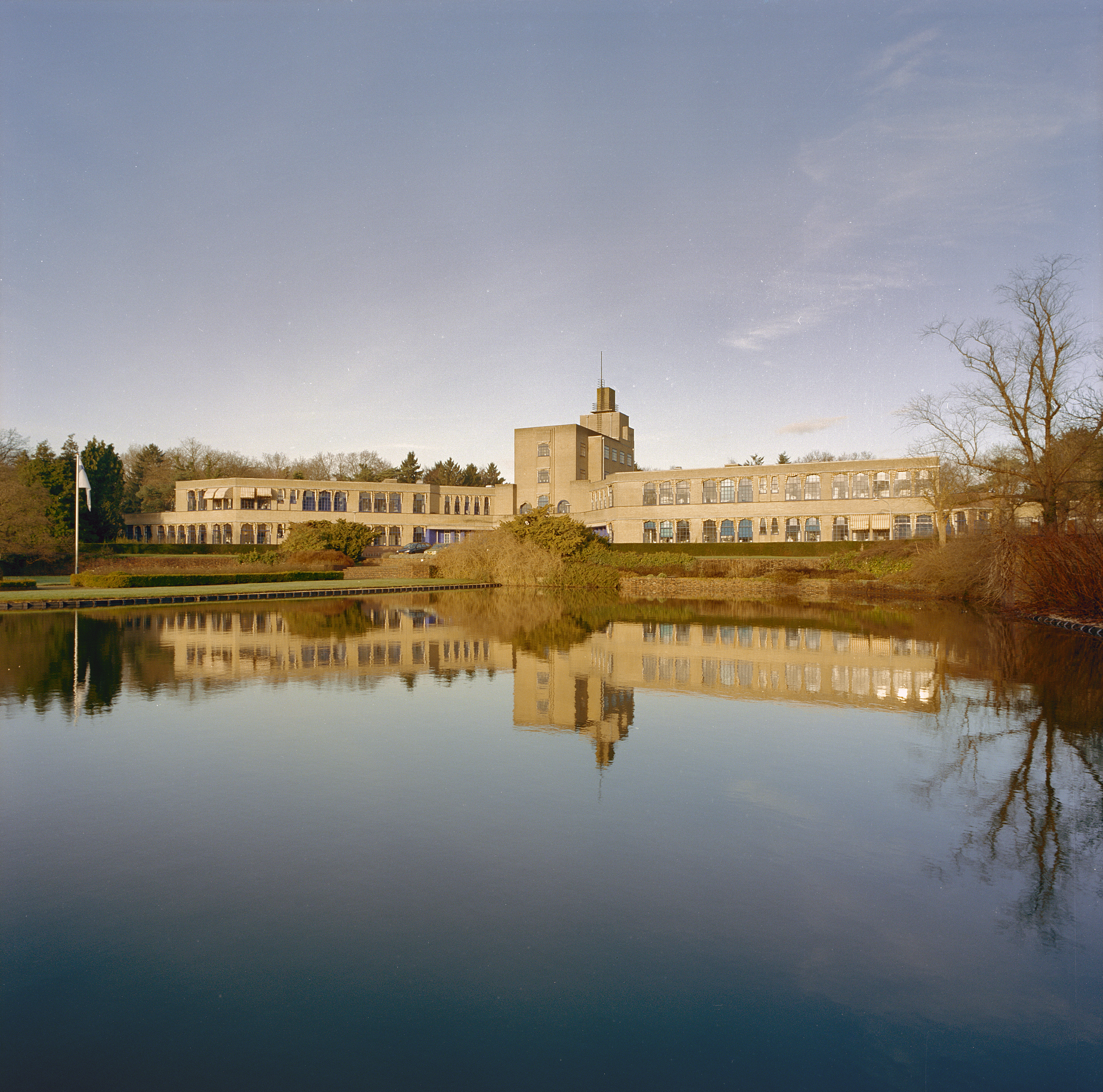
Noorder Sanatorium, Zuidlaren, uit 1935
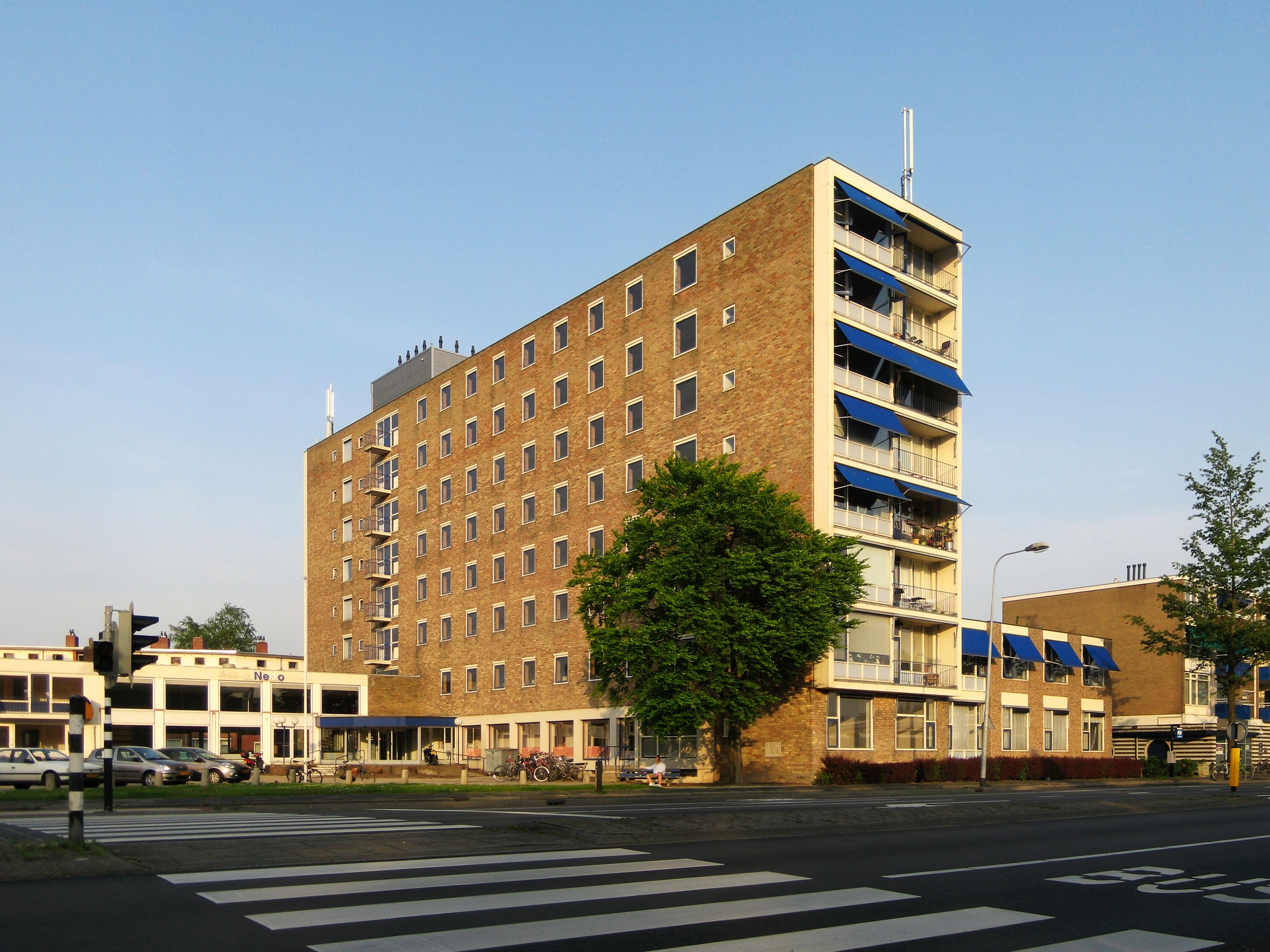
Neboflat uit 1959-1962 aan de Paterswoldseweg
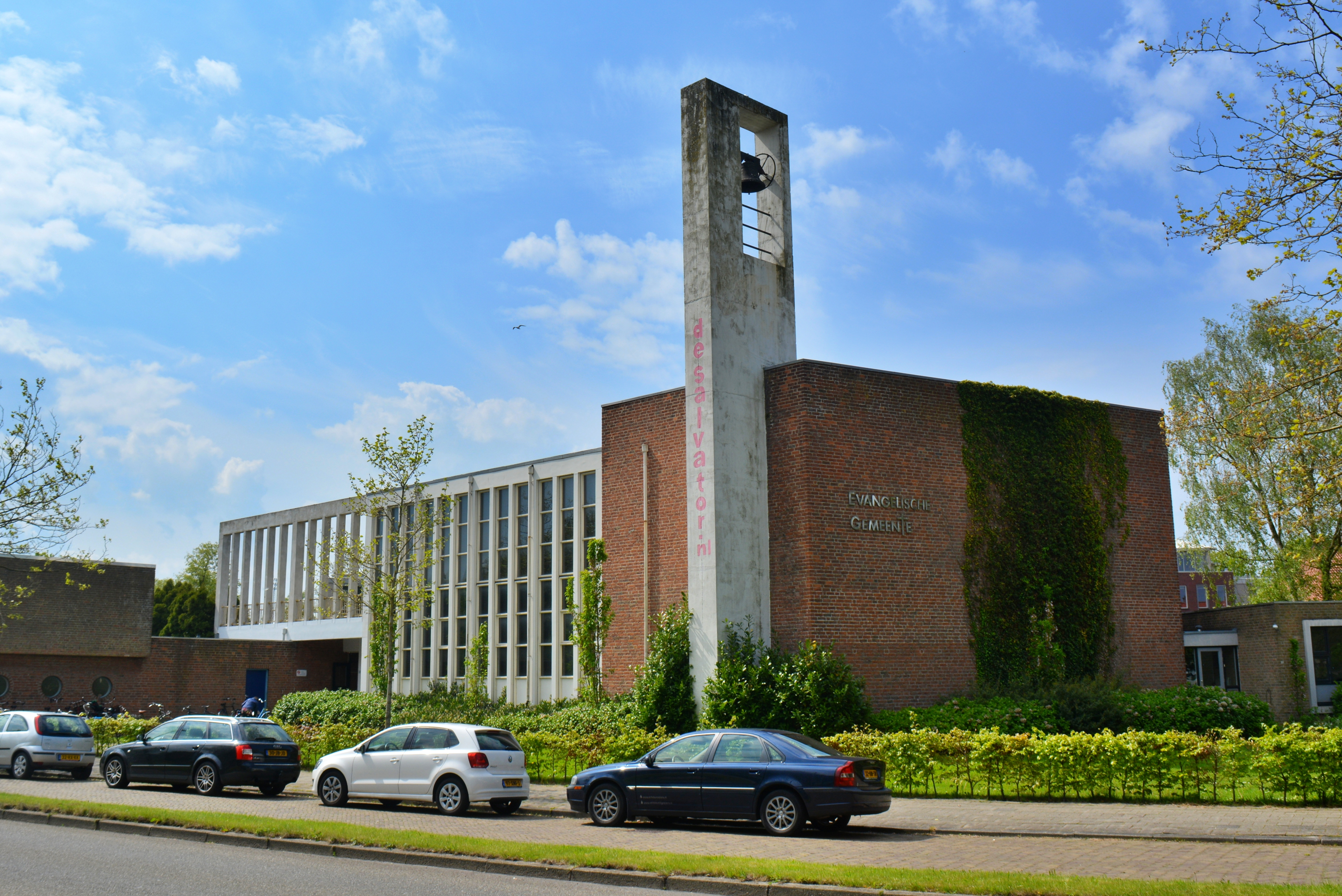
De Salvator, Leeuwarden, uit 1962